# Tumbura
Tumbura è un centro abitato del Sudan del Sud, situato nello Stato di Equatoria Occidentale.